# Baba Anujka
Ana di Pištonja (nhũ danh Drakšin hoặc Draxin, nhưng được biết đến nhiều hơn với tên Baba Anujka, (Kirin Serbia: Баба Анујка) là một kẻ giết người hàng loạt từ làng Vladimirovac, Nam Tư (hiện đại)  -ngày Serbia). Bà là một kẻ đầu độc chuyên nghiệp đã đầu độc ít nhất 50 người và có thể lên tới 150 người vào cuối thế kỷ 19 và đầu thế kỷ 20. Bà bị bắt vào năm 1928 ở tuổi 90 và bị kết án 15 năm tù vào năm 1929 với vai trò đồng phạm trong hai vụ giết người. Sau tám năm ngồi tù, bà được thả ra do tuổi già.

## Thời trẻ và hôn nhân
Dữ liệu về cuộc sống ban đầu của Anujka rất khan hiếm và không đáng tin cậy. Theo một số nguồn tin, bà sinh năm 1838 tại nơi hiện là Romania với tư cách là con gái của một người chăn nuôi giàu có, và chuyển đến Vladimirovac (khi đó ở tỉnh Biên giới Quân sự Banat của Đế quốc Áo) khoảng năm 1849. Anujka tự tuyên bố sinh năm 1836. Bà học trường tư ở Pančevo với những đứa trẻ từ những gia đình giàu có, và sau đó sống trong nhà của cha Bà. Bà được cho là đã trở thành misanthropist ở tuổi 20 sau khi bị một sĩ quan quân đội trẻ người Áo quyến rũ; bà mắc phải giang mai từ anh trước khi người đàn ông này rời bỏ rơi bà. Sau đó, Baba Anujka tìm cách ẩn dật và bắt đầu thể hiện sự quan tâm đến y học và hóa học. Bà nói được năm thứ tiếng. Sau đó, Bà kết hôn với một chủ đất với họ của Pistov (hay di Pištonja). Họ có với nhau 11 người con nhưng chỉ một trong số họ sống sót đến tuổi trưởng thành. Người chồng hơn bà nhiều tuổi qua đời sau 20 năm chung sống. Sau khi chồng chết, Anujka tiếp tục nghiên cứu hóa học..